# 데몰리션 U
《데몰리션 U》(Demolition University)는 미국에서 제작된 케빈 테니 감독의 1997년 영화이다. 코리 헤임 등이 주연으로 출연하였고 짐 위노스키 등이 제작에 참여하였다. 1997년 개봉된 비디오 영화이다. 후속작은 1996년 영화 《데몰리션 하이》이다.

## 출연

### 주연
- 코리 헤임

### 조연
- 아미 돌렌즈
- 라레인 뉴먼
- 토드 알렌

## 기타
- 배역: 파에드라 해리스